# Ризоспастис
„Ризоспастис“ (на гръцки: Ριζοσπάστης, Радикал) е гръцки политически вестник, печатен орган на Централния комитет на Гръцката комунистическа партия. С периодични забрани за печат вестника се издава и до днес ежедневно.
„Ризоспасис“ започва да се издава в Солун между юни и октомври 1916 година. От 23 юли 1917 година се издава в Атина и е забранен от режима на Йоанис Метаксас след 4 август 1936 година. Печатането му е подновено през 1944 година и отново е забранен през 1947 година. След падането на военната хунта в Гърция през 1974 година издаването на „Ризоспастис“ е подновено. След като Коминтернът приема, че съществуват македонска нация и македонски език чрез своя резолюция от 1934 година, на страниците на Ризоспасис се публикуват редица дописки, в които се разясняват тежкото положение на „македонците, които говорят единствено на своя македонски език“, и издевателствата над тях от страна на официалната гръцка власт. Също се пропагандира дейността на Вътрешната македонска революционна организация (обединена).